# 天鵝絨革命
天鵝絨革命，又譯紅絲絨革命、温和革命，狭义上是指捷克斯洛伐克從1989年11月16~17日到12月29日（东欧剧变时期）發生的反捷克斯洛伐克共產黨統治的民主化革命，结束了捷克斯洛伐克的一党专制，為捷克和斯洛伐克幾年後的和平分裂埋下伏筆。
天鵝絨革命並不是一場暴力的革命，除了11月17日的冲突以外，没有经过大规模的武裝冲突就实现了政权更迭，也没有人因此而丧生。還不只是統治階層的操弄，就連下層民眾也雙手支持。因為其轉型過程太過順利和平，如同歐洲絲綢——天鹅绒一般絲滑柔順，故而得名。
目前尚不确定是谁最先使用了天鹅绒革命一词。根据彼得·皮塔特的说法，很可能出自外国记者起的报纸标题。广义上而言东欧剧变中发生的民主化改革基本上都可以被歸納為“天鹅绒革命”。

## 背景

### 邻国
1980年代由于东欧各国人民对经济政治上的不满，东方集团开始瓦解。1980年在波兰格但斯克造船厂爆发了罢工，促进了团结工会的形成。1988年团结工会发起多次罢工并促使波兰统一工人党于1989年1月举行会谈和选举，在1989年波兰国会选举中，非共产党代表以压倒性优势取胜。波兰的变化引发了多米诺骨牌效应，在波兰统一工人党垮台之后，匈牙利、罗马尼亚和东德的共产主义政权进一步垮台。苏联领导人戈尔巴乔夫试图改善与西方的关系，1988年戈尔巴乔夫公开反对勃列日涅夫主义，并逐渐停止对东欧的干涉。在天鵝絨革命中，戈尔巴乔夫命令驻捷克斯洛伐克的苏联士兵留在军营，不得干涉捷克斯洛伐克内政。苏军指挥官爱德华·沃罗比约夫制止捷克斯洛伐克人民军对革命进行干涉。同年5月，匈牙利拆除了与奥地利之间的边境栏网，11月东德开始逐步开放边界。

### 捷克斯洛伐克
捷克斯洛伐克的共产党在1948年2月25日开始掌权，此后一直没有正式的反对党。持不同政见者成立了音乐俱乐部，像七七憲章，开始創办雜志像秘密出版物。雖然捷克斯洛伐克的民主化運動，在1968年的布拉格之春中受到蘇聯的鎮壓，但是，國內對共產黨統治不滿的知識份子仍然以地下方式活動，並且於1977年提出要求政府遵守赫尔辛基协议中人權條款的七七憲章；而繼任古斯塔夫·胡萨克出任捷克斯洛伐克共產黨總書記的米洛什·雅克什，企圖推動經濟改革與民主化，不過為時已晚。
捷克斯洛伐克在1989年之前就有不少要求民主的遊行活動，1989年11月17日（国际学生日），首都布拉格出現超過十萬人的遊行活動，防暴警察在布拉格镇压学生示威。该事件引发了从11月19日到12月下旬的一系列示威。11月20日，在布拉格聚集的抗议者的数量从前一天的20万增加到大约50万。包括捷克斯洛伐克所有公民在内的两小时总罢工于11月27日举行。11月24日，为了应对其他共产主义政权的崩溃和越来越多的街头抗议，共产党的整个高级领导人包括共产党总书记米洛什·雅克什辞职。
捷克斯洛伐克共产党在11月28日宣布，它将放弃权力并取消一党专政。两天后，立法机关正式删除了宪法中赋予共产党垄断权力的部分。捷克斯洛伐克与西德和奥地利国界上的铁丝网和其他障碍物在12月初被移除。 在布拉格之春中失勢的共产党前第一书记亚历山大·杜布切克于12月28日当选为联邦议会议长，12月29日，根据多党选举的结果，「公民論壇」獲得勝利，瓦茨拉夫·哈维尔当选为捷克斯洛伐克总统，完成政權的和平轉移。

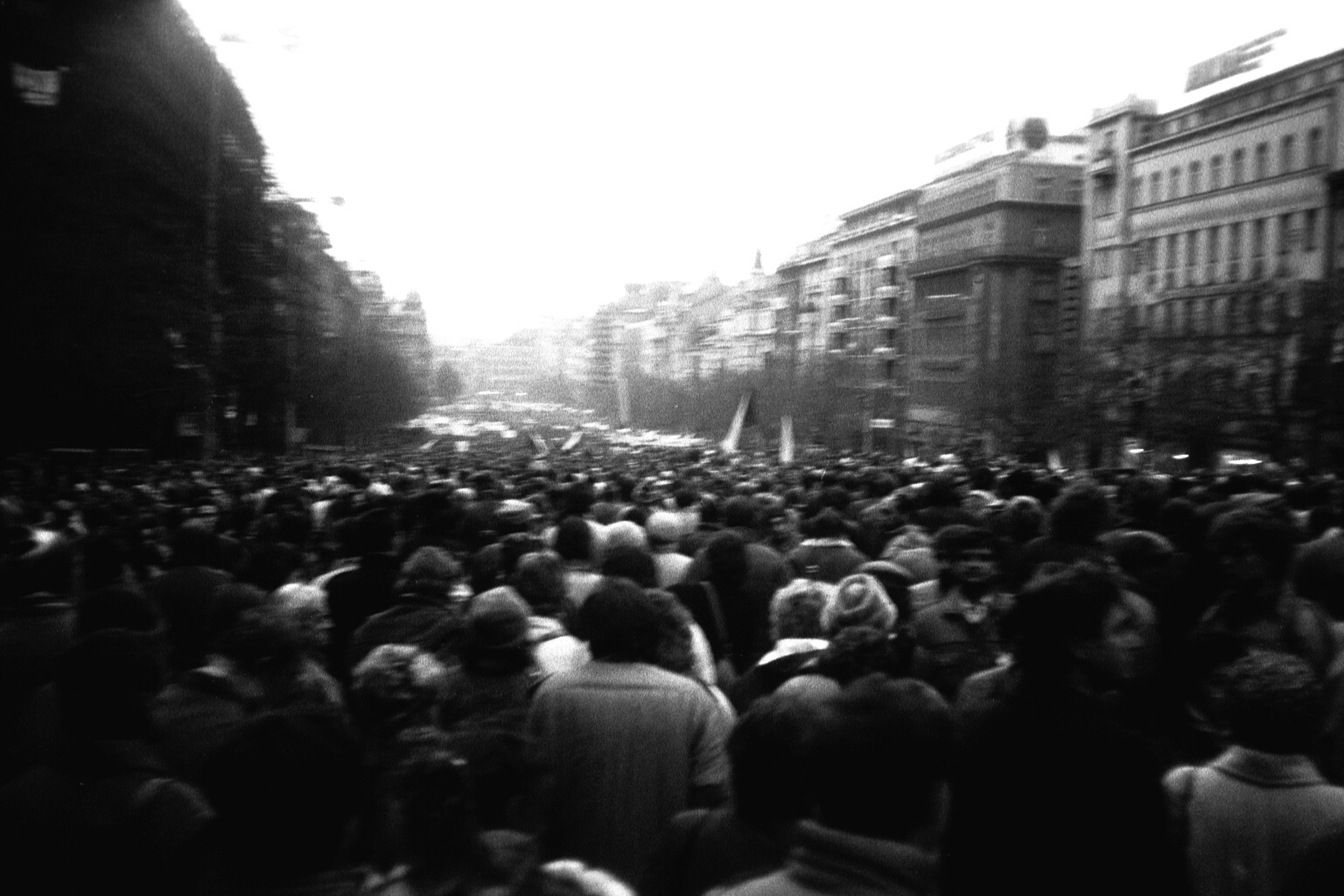
在布拉格的瓦茨拉夫廣場上的人們

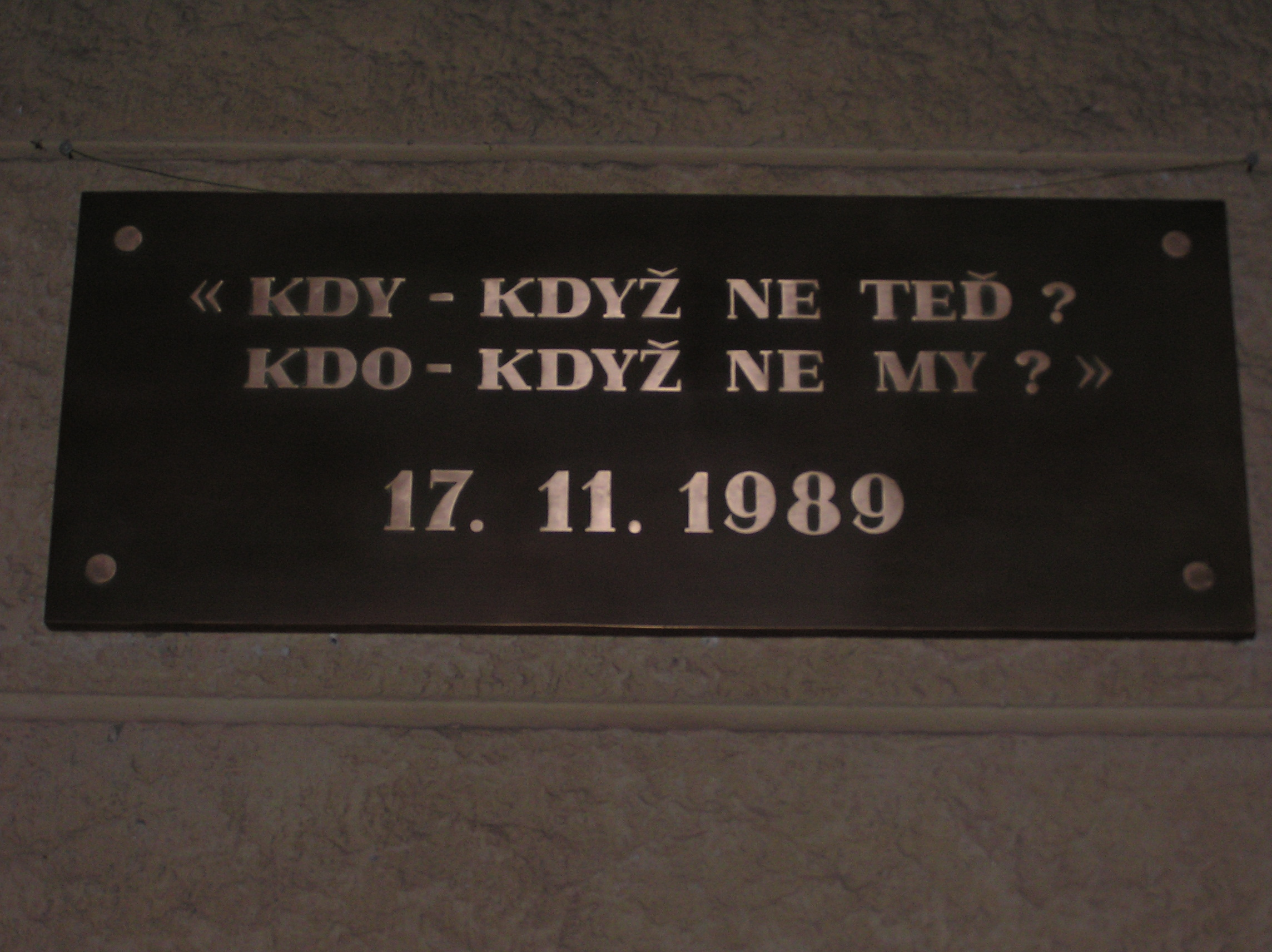
天鹅绒革命开始地方的一块纪念碑
碑上文字翻译：何时？——如果不是现在？
是谁？——如果不是我们？

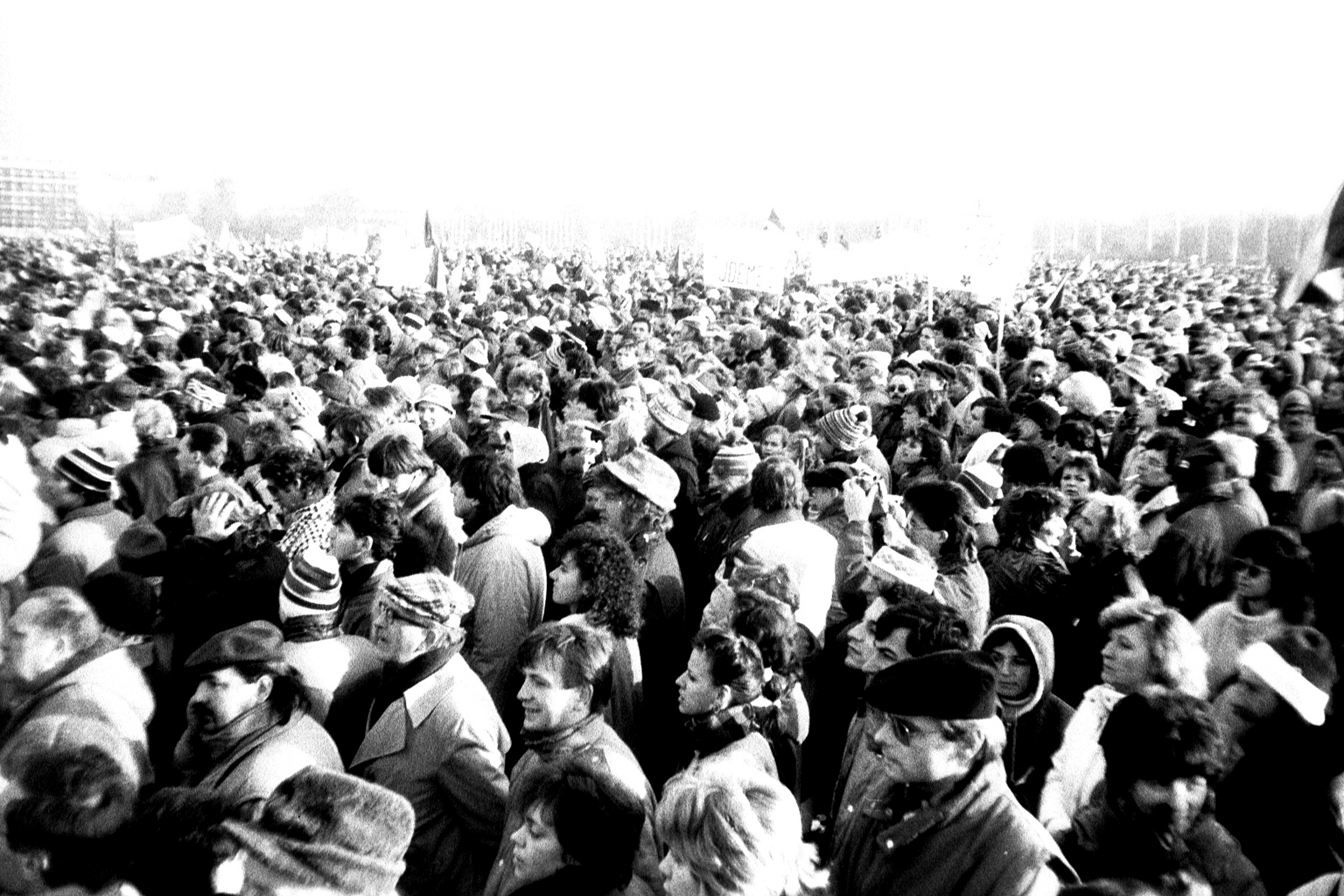
11月人群在布拉格集会

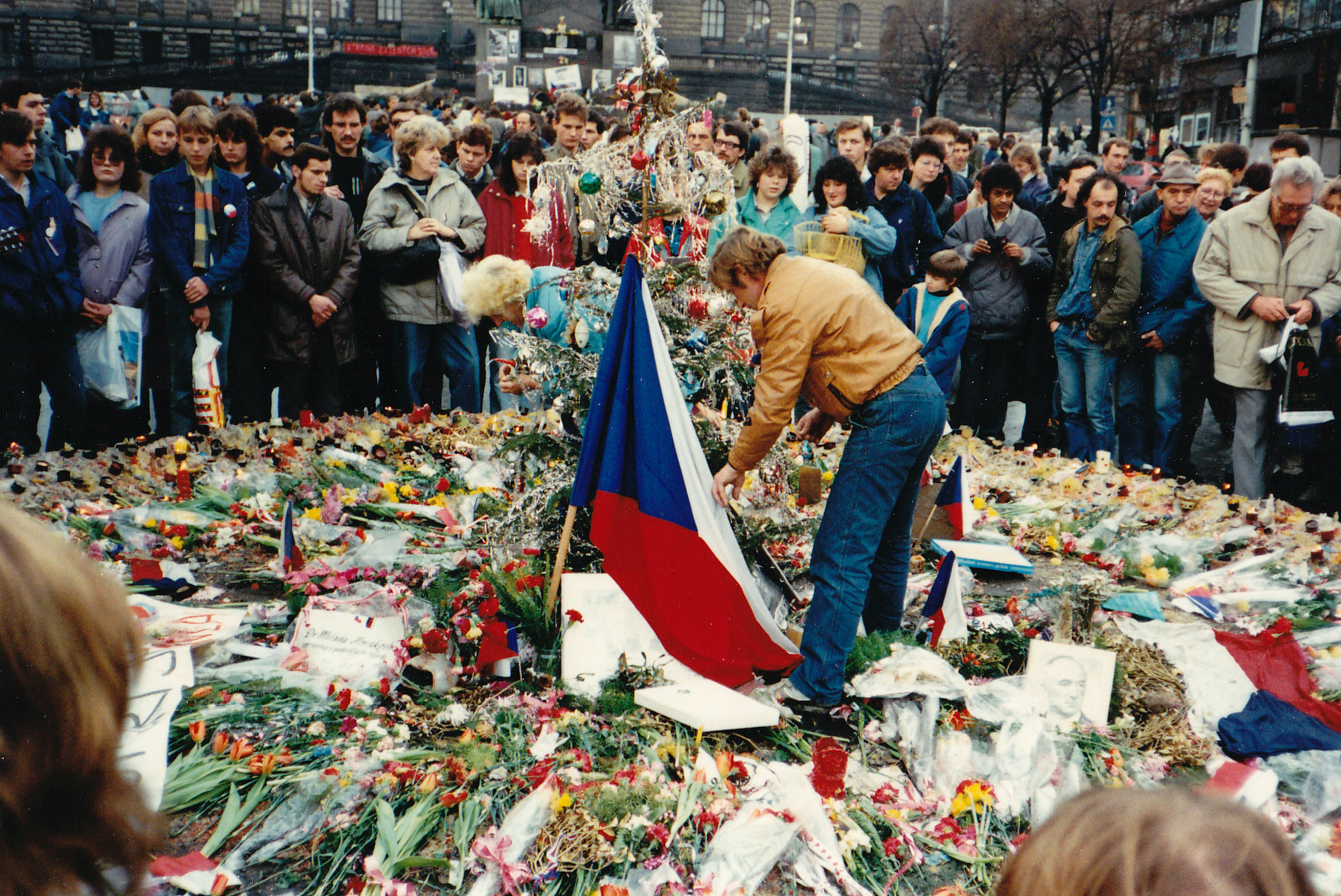
瓦茨拉夫·哈维尔向革命中的受伤人士致以敬意。

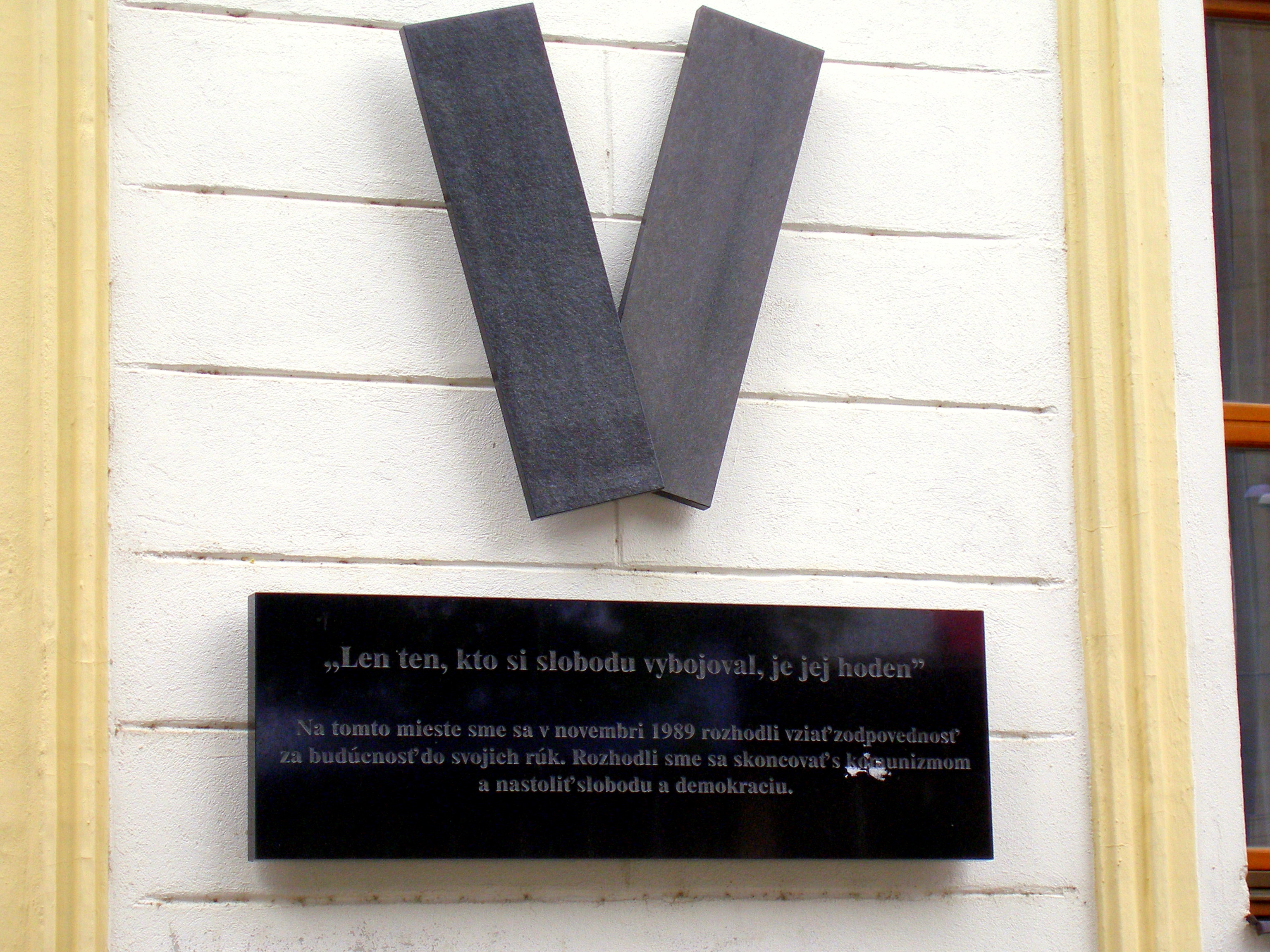
在斯洛伐克首都布拉迪斯拉发的一块纪念物(Námestie SNP)

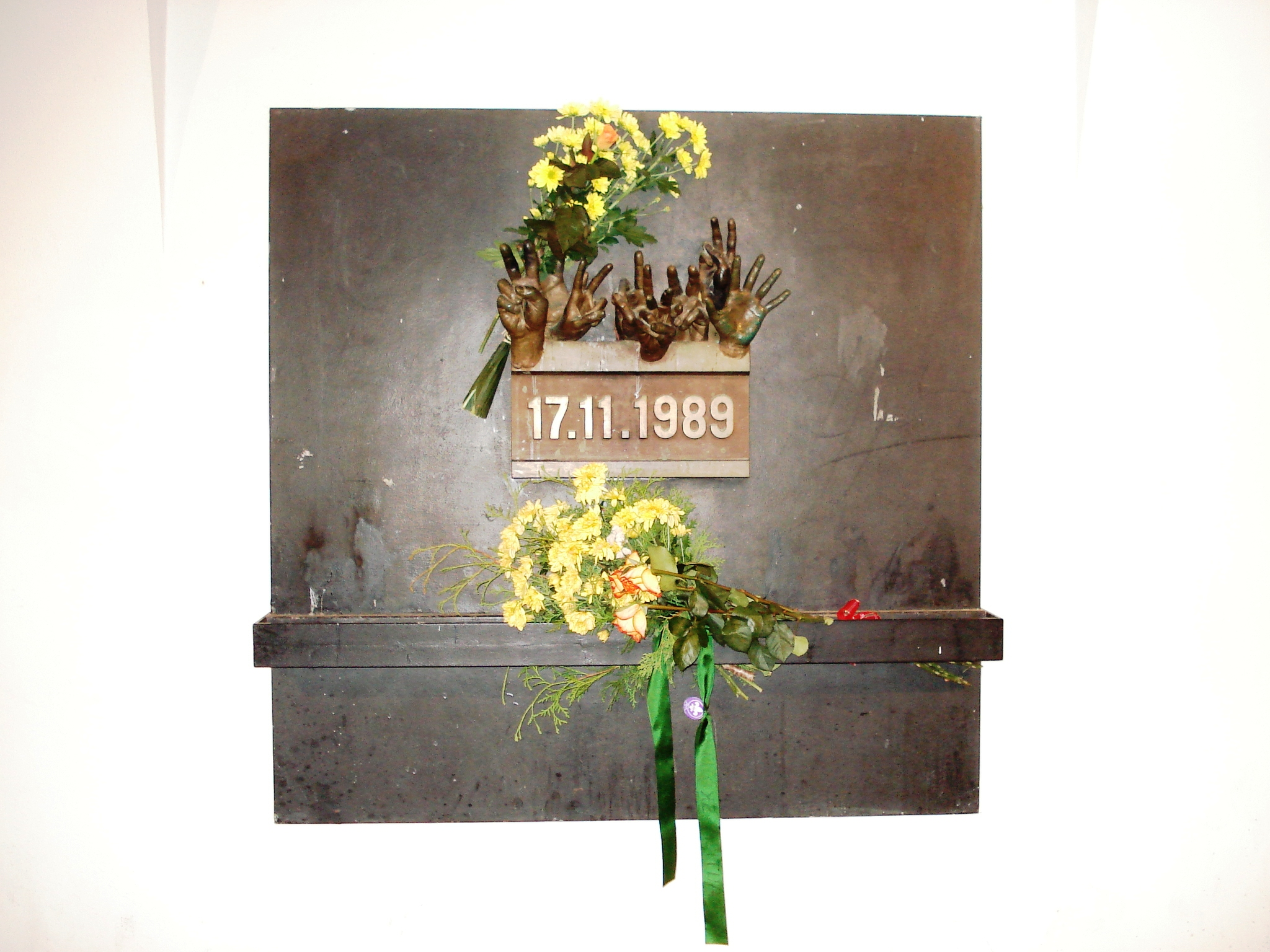
布拉格的一块对革命中示威学生的纪念物

天鵝絨革命促進了捷克斯洛伐克的民主化與和平移轉政權。隨著民主化的影響，斯洛伐克也出現了日益強烈的獨立建國主張，最後於1993年宣佈獨立，捷克斯洛伐克的聯邦體制也告瓦解。而這次斯洛伐克的和平獨立與聯邦體制的和平瓦解，亦稱「天鵝絨分離」。

## 前奏
1988年3月25日，在布拉迪斯拉发爆发了烛光示威。同年8月21日（华约入侵捷克斯洛伐克20周年），10月28日（捷克斯洛伐克独立70周年），12月10日（世界人权宣言宣布40周年）在斯克鲁普广场都爆发了示威。12月10日的示威得到了政府批准。12月16日，捷克斯洛伐克境内结束对外国广播电台的干扰。
1989年1月15日至20日，在扬·帕拉赫逝世20周年之际发生了一系列示威活动。特别是在布拉格的瓦茨拉夫广场。示威活动被警察和民众民兵使用水炮和催泪瓦斯镇压，反对派的主要代表如瓦茨拉夫·哈维尔被监禁。 这一系列示威后被称为帕拉赫周。七七宪章在此期间发布了几句话请愿书。截至6月29日，收集到40,000个签名。
1989年的8月21日和10月28日也发生了镇压事件，几天后抗议活动转移到特普利采。并于1989年11月10日，11日，14日举行了一系列关于环境的示威。
10月14日，捷克斯洛伐克人民党复兴潮流运动成员在布拉格的萨瓦林召开会议，来自各地区的73名代表签署了捷克斯洛伐克人民党复兴潮流宣言，要求该党民主化并回归基督教主导。
1989年11月12日，若望保禄二世在罗马举行了波希米亚的圣艾格尼丝的封圣仪式。成千上万的捷克朝圣者参加了仪式。仪式由捷克斯洛伐克电视台现场直播。
瓦茨拉夫·哈维尔本人在2009年表示，“即使是国家权力的代表在11月之前就已经知道该政权即将崩溃。”“我被捷克斯洛伐克国家安全局的人带走了，就像他们通常在假期对我们所做的那样，我们也都没有生气。” 我和两个安全局成员坐在车里。其中一个问我：“所以，哈维尔先生。它什么时候会崩溃？”

### 大学生对世界学生节活动的准备
1989年10月，独立学生团体丝带运动,计划于1989年11月17日举办一场纪念活动,纪念捷克大学被纳粹关闭50周年。该活动将在布拉格的阿尔贝托夫举行。以纪念扬·奥普莱塔尔。但学生中比较激进的部分则打算利用这一事件来表达对当前社会状况的不满并呼吁改变。
社会主义青年联盟也加入了纪念活动的组织。组织者不得不放弃原定的在市中心游行的计划。向反方向的高堡进发。这种示威形式最终得到了捷克共和国中央委员会的批准，随后又得到了地区全国委员会的批准。 示威的组织者号召参加者为带鲜花来示威。
应学生的要求，并没有政治异议组织参与示威，这样当局就没有理由禁止或镇压示威。然而人群中仍存在一些校园活动家，如西蒙·帕内克（Šimon Pánek），吉日·迪恩斯特比尔（Jiří Dienstbier mladší），扬·杜斯（Jan Dus）

### 权力机构与安全部队的准备工作
联邦议会调查委员会关于澄清1989年11月17日事件的正式最终报告指出：“没有一个事实表明党内任何一个集团，采取了任何导致社会发展变化的具体步骤。”事实上，一些的代表对即将到来的事件有相当大的担忧。但是由于它是由社会主义青年联盟 (捷克斯洛伐克)组织的授权纪念活动，出于政治原因不能轻易取消。
内政部长弗朗蒂塞克·金克，捷克斯洛伐克共产党总书记米洛什·雅克什和地区书记米罗斯拉夫·什捷潘举行了会晤，得出的结论是：安全部门应维持和平与秩序，但不应对示威者使用武力。

## 11月

### 11月16日
在国际学生日的前夜，斯洛伐克高校的大学生在布拉迪斯拉发举行了和平示威。斯洛伐克共产党很快便意识到了麻烦，警察在集会开始前便保持高度戒备，但最终学生还是和平地穿过整个城市并派出代表团与斯洛伐克教育部对话。

### 11月17日，星期五

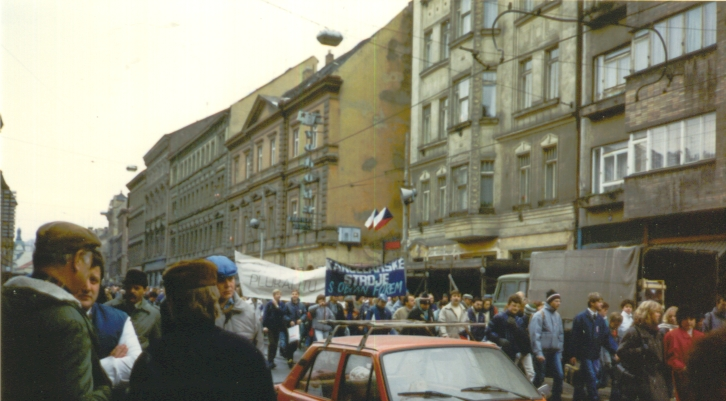
11月17日在布拉格SM Kirova街上的抗议

11月17日是德国法西斯残酷镇压捷克斯洛伐克大学生50周年纪念日，捷独立大学生组织和官方的青年联盟联合举行纪念集会。上午8ː00，内政部长弗朗西斯·金克宣布了一项特别的安全行动，以维持当天的秩序。
布拉格大学的学生聚集在布拉格的阿尔贝托夫。下午3：40阿尔贝托夫大约有500到600人，人数增长较快。示威活动于下午4:00开始。学生们唱起“让我们欢乐吧”歌曲。来自独立学生团体的代表马丁·克里马(Martin Klíma)发表了演讲。捷克斯洛伐克国家安全局估计有15000人参加了游行。
下午4:40,活动结束，组织者呼吁人群向高堡方向游行，前往卡雷尔·马哈的坟墓。然而，一部分人想去瓦茨拉夫广场，按活动宣传期间规定好的路线游行。
从示威一开始，就有人高呼反共的口号，如： Masaryk na stovku（把托马斯·马萨里克印在100克朗上），Jakeš do koše（把米洛什·雅克什扔进进垃圾桶）
米罗斯拉夫·什捷潘要求国家安全局驱散示威者，但他们坚持执行“不干涉”的命令。示威结束后，人群无计划地前往市中心。大约5,000人继续向查尔斯广场进发。为阻止游行，安全部队封锁了维谢赫拉德斯卡街，但人群后排继续向前推，突破了警察封锁线。直到增援部队赶来后，道路才被封锁。
游行队伍的后部随后再次开始移动，并继续沿着伏尔塔瓦河堤岸通过普拉韦卡街前往布拉格国家剧院。国家安全部队成员奉命阻止游行队伍前往布拉格城堡或瓦茨拉夫广场。
警戒线封锁了军团桥，阻止人群转向布拉格城堡，示威者转向民族大街，他们一边唱着“哦，男孩，男孩”（托马斯·马萨里克最喜欢的捷克民谣），一边继续向瓦茨拉夫广场走去。
19:30许，在布拉格的人民大街，一队防暴警察挡住了人群，他们封锁了路口并攻击学生，当示威者被驱离后，一个名为路德维克·齐夫恰克的秘密警察突然倒在地上，他并非受到了攻击，只是装死，以此造成了名为马丁·斯米德的大学生被警察打死的谣言。一个名为德拉霍米拉·德拉日斯卡的示威者目击了路德维克·齐夫恰克的表演并养伤期间编造了这个谣言，称一名数学和物理学院的一名学生被警察打死。11月18日下午，她将这个谣言传播给了彼得·乌尔的妻子，一名自由欧洲电台的记者。当天晚上，一些剧院演员同意参加罢工。

### 11月18日，星期六
11月18日，关于安全部队镇压学生运动的信息开始在公众中传播，民众活跃起来，表达对学生的支持和对镇压的反对。一些剧院成立了罢工委员会。
两名学生拜访了拉吉斯拉夫·阿达麦茨总理的私人住宅，并向他描述了在民族大街上发生的事情。Realistic剧院宣布罢工，其他剧院也迅速跟进。剧院只开放舞台供公众讨论。在布拉格表演艺术学院学生的倡议下，布拉格的学生举行了罢工。整个捷克斯洛伐克的大学生都参加了这次罢工。布拉格的剧院员工和演员支持罢工。演员们没有上台表演，而是向观众宣读了学生和艺术家的宣言，呼吁在 11 月27日举行总罢工。群众张贴了自制的海报和宣言，在媒体被政府控制的情况下，这是传播信息的唯一途径。当晚自由欧洲电台报导了马丁·斯米德被警察打死的传闻，尽管这是假消息，但它仍然加剧了公众恐慌，促使一些犹豫中的人们加入示威的行列。周末，人们前往民族大街点燃蜡烛，以纪念他和其他在袭击中受伤的人。警方没有干预。
18日晚上，阿洛兹·洛伦茨下令国家安全部队不得干涉示威。

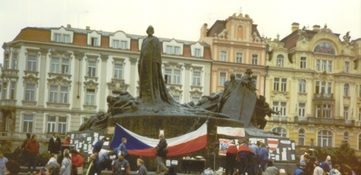
在布拉格老城广场上的示威

### 11月19日，星期日
艺术和文学协会以及组织和其机构的成员布拉迪斯拉发、布尔诺、俄斯特拉和其他城镇的剧院举行了罢工。公民倡议的成员会见了总理，总理告诉他们，他两次被禁止辞职，而这种改变需要像东德那样的大规模示威（约 250,000 名学生）。他要求他们将预期变化期间的“伤亡人数”保持在最低限度。
大约 500 名斯洛伐克艺术家、科学家和领导人于 17:00 在布拉迪斯拉发的艺术论坛会面。他们谴责了11月17日在布拉格发生的针对学生的袭击事件，并成立了公众反对暴力组织，该组织将成为斯洛伐克反对运动背后的主导力量。
布拉格剧院的演员和观众成员与瓦茨拉夫·哈维尔以及77宪章的其他重要成员和其他持不同政见者组织在一起，建立了公民论坛作为一场群众性的改革运动。他们呼吁解雇应对暴力事件负责的高级官员，并对事件进行独立调查，并释放所有政治犯。大学生罢工了。在电视上，政府官员呼吁和平并恢复城市的正常业务。播放了对马丁·斯米德的采访，以说服公众没有人被杀。但录音质量低下，谣言不断。民主倡议的领导人提出了几项要求，包括政府于11月25日辞职，以及组建一个由现任政府不妥协的成员组成的临时政府。
16：00，彼得·乌尔因谣传马丁·斯米德被杀而被捕并受到指控。晚上，教育部长发表声明说，学生马丁·斯米德没有死。甚至发现了两个同名的学生，都在上大学二年级。

### 11月20日，星期一
学生和剧院继续“永久”罢课、罢工。警察阻止了布拉格城堡的示威活动，该城堡本可以进入罢工的剧院。公民论坛在哈维尔没有到场的情况下与拉吉斯拉夫·阿达麦茨进行了一次非正式会谈。阿达麦茨对学生表示同情。然而，他在同一天的一次特别内阁会议上被否决了。政府在官方声明中没有做出任何让步。

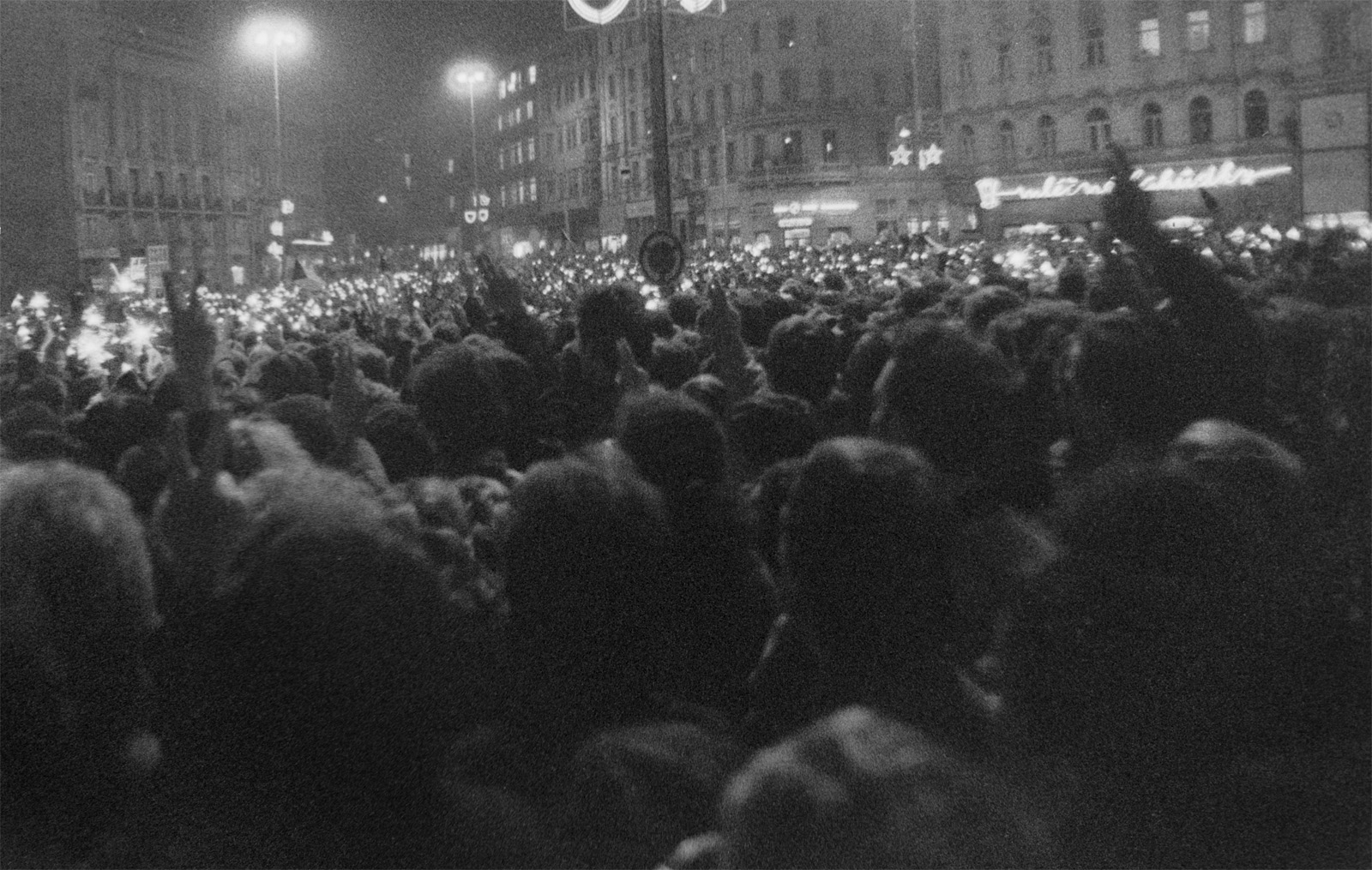
11月20日的布尔诺自由广场

公民论坛增加了一个诉求：从宪法中取消共产党的“执政地位”。民办报纸发表的信息与共产党的解释相矛盾。布拉格首次爆发了超十万人的示威。布拉迪斯拉发也爆发了示威。
同日捷克国家社会党开始刊发言论自由报。

### 11月21日，星期二
捷克斯洛伐克共和国国防部领导召开会议，决定部署军队对付示威者。政府领导层意识到情况的严重性，公民论坛与捷克斯洛伐克总理拉吉斯拉夫·阿达麦茨举行了公众代表会议。总理同意亲自保证不对人民使用暴力，同时建议重新评估捷共的作用。
在布拉格市中心的瓦茨拉夫广场发生了有组织的群众游行。演员和学生们前往布拉格内外的工厂，为其他城市的同事争取支持。
布拉迪斯拉发市中心的赫维兹多斯拉夫广场爆发了大规模示威（随后几天转移到斯洛伐克民族起义广场）。学生们呼吁人们参加计划于11月27日星期一举行的总罢工。一部分示威者在司法宫前要求释放政治犯扬·采诺古尔斯基（后来的斯洛伐克总理）。亚历山大·杜布切克也参加了这次示威——这是他在天鹅绒革命期间首次亮相。
捷克籍天主教司铎级枢机方济各·托马塞克发表声明支持学生，并批评政府政策。丘博米尔·费尔德克在一次公众反暴力会议上首次表达了废除确立共产党“领导作用”的宪法条款的“激进”要求。晚间，米洛什·雅克什在联邦电视台发表特别讲话。他强调必须维护秩序，社会主义是捷克斯洛伐克的唯一选择，并批评抗议团体。政府官员保持了强硬立场。在夜间，他们召集了4000名民兵到布拉格镇压抗议，但这个决定不久便被取消。

### 11月22日，星期三

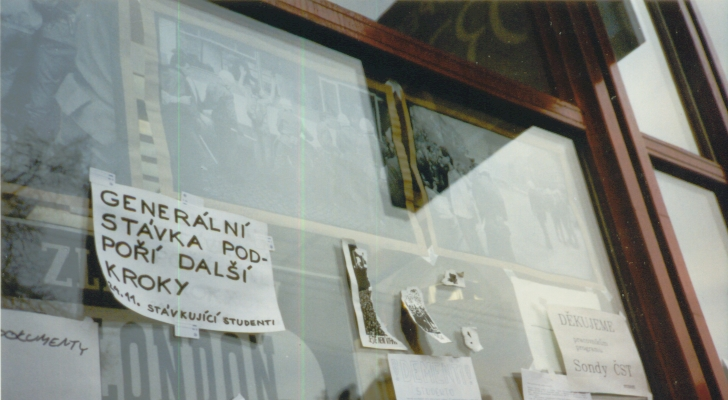
呼吁进行总罢工的传单

11月22日，大城市的示威活动还在继续。5000人聚集在布拉迪斯拉发欢迎亚历山大·杜布切克并要求政府下台。杜布切克发表了简短的讲话。晚上，多达100,000人（另一消息来源称 60,000人）聚集在布拉迪斯拉发的SNP广场，表达对示威者的支持并要求社会变革。
公民论坛宣布11月27日星期一举行两小时的大罢工。联邦电视台首次直播温塞斯拉斯广场示威（在一名与会者明确谴责现政府并支持亚历山大·杜布切克之后，报导被切断了）。罢工学生迫使斯洛伐克政府和斯洛伐克共产党的代表参加对话，官方代表在对话中处于守势。联邦电视台斯洛伐克分部的雇员要求联邦电视台的领导人播送该事件的真实报导，否则将发起电视员工罢工。
同日，捷克斯洛伐克联邦议会召开会议，声明11月17日的行动并非民众自发，而是由反对派领导。军队仍在准备对示威者采取军事行动。英国法学院前助理彼得·皮塔特给罢工的学生写了一封信，信中他警告学生不要“思想腐败”，不要“将所有反对者扔进一个袋子”。

### 11月23日，星期四
晚间新闻显示，布拉格共产党秘书米罗斯拉夫·什捷潘与ČKD工人进行了会谈，在谈话中，他将示威者戏称为“十五岁的小孩”。遭到工人的一片嘘声。这次会谈被一些参与者认为是天鹅绒革命的转折点。在这件事之后，捷共意识到他们已经失去了来自劳动人民的支持。逐渐向示威者妥协。
军方通知共产党领导层已准备好采取行动。军方和国防部正在准备对反对派采取行动。然而，会晤结束后，国防部长立即发表电视讲话，宣布军队永远不会对人民采取行动，并呼吁结束示威游行。
下午4:00左右，当时最大规模的示威活动在瓦茨拉夫广场举行，有超过300,000人参加。鲁道夫·赫鲁辛斯基与瓦茨拉夫·哈维尔在梅兰特里奇（Melantrich）出版社发表了演讲。
在布尔诺约有28,000人参加了抗议活动，布拉迪斯拉发约有60,000人。

### 11月24日，星期五
捷共中央委员会召开了临时会议。包括总书记米洛什·雅克什在内的中央主席团和书记处都辞职了，更温和的共产党人卡雷尔·乌尔班内克被任命为总书记。联邦电视台首次播放了自11月17日以来瓦茨拉夫·哈维尔关于计划中的总罢工的演讲。捷克斯洛伐克电视台和电台宣布他们将参加总罢工。与反对派代表的讨论由联邦电视台的斯洛伐克部分播出。 反对派由扬·布达杰、费多尔·加尔和弗拉基米尔·翁德鲁斯代表，而共产党由Štefan Chudoba（布拉迪斯拉发汽车公司董事）、Peter Weiss（斯洛伐克共产党马克思列宁主义研究所秘书）和科希策钢铁厂厂长代表。这是捷克斯洛伐克电视台自成立以来的第一次自由讨论。最终，斯洛伐克报纸的编辑人员开始加入反对派。

### 11月25日，星期六

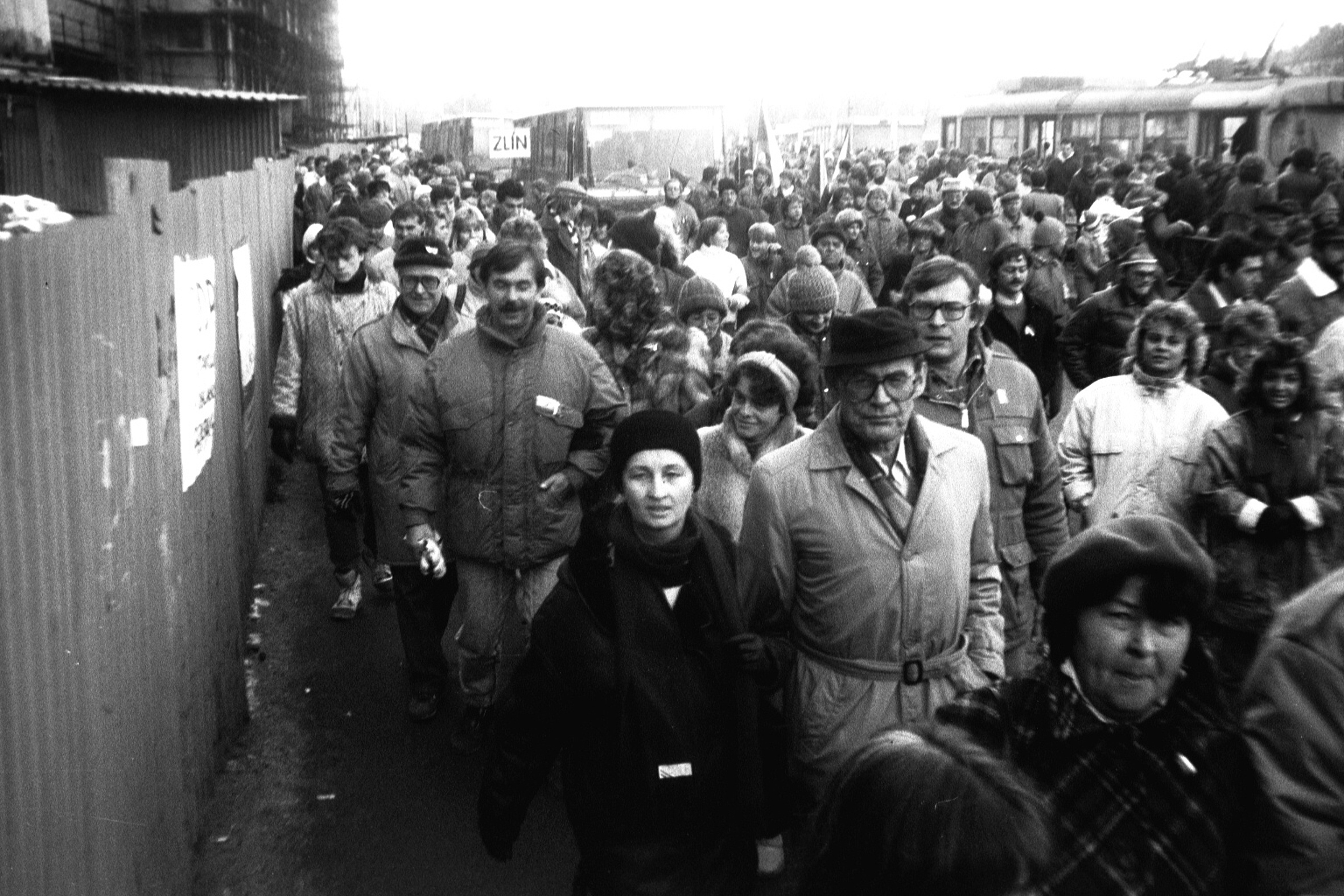
1989年11月25日的和平卫士街,来自城堡站和主教教堂的人们前往莱特纳

新的共产党领导层举行了新闻发布会，包括米罗斯拉夫·什捷潘，同时排除拉迪斯拉夫·阿达梅克，但没有回应示威者的要求。当天晚些时候，什捷潘辞去了布拉格秘书的职务。布拉格莱特纳定期反政府示威的参与者人数估计达到800,000人。布拉迪斯拉发的示威活动达到高峰，参加人数约为100,000人。

### 11月26日，星期日
阿达梅克总理首次会见了哈维尔。斯洛伐克共产党党报斯洛伐克真理报的编辑人员加入了反对派。

### 11月27日，星期一

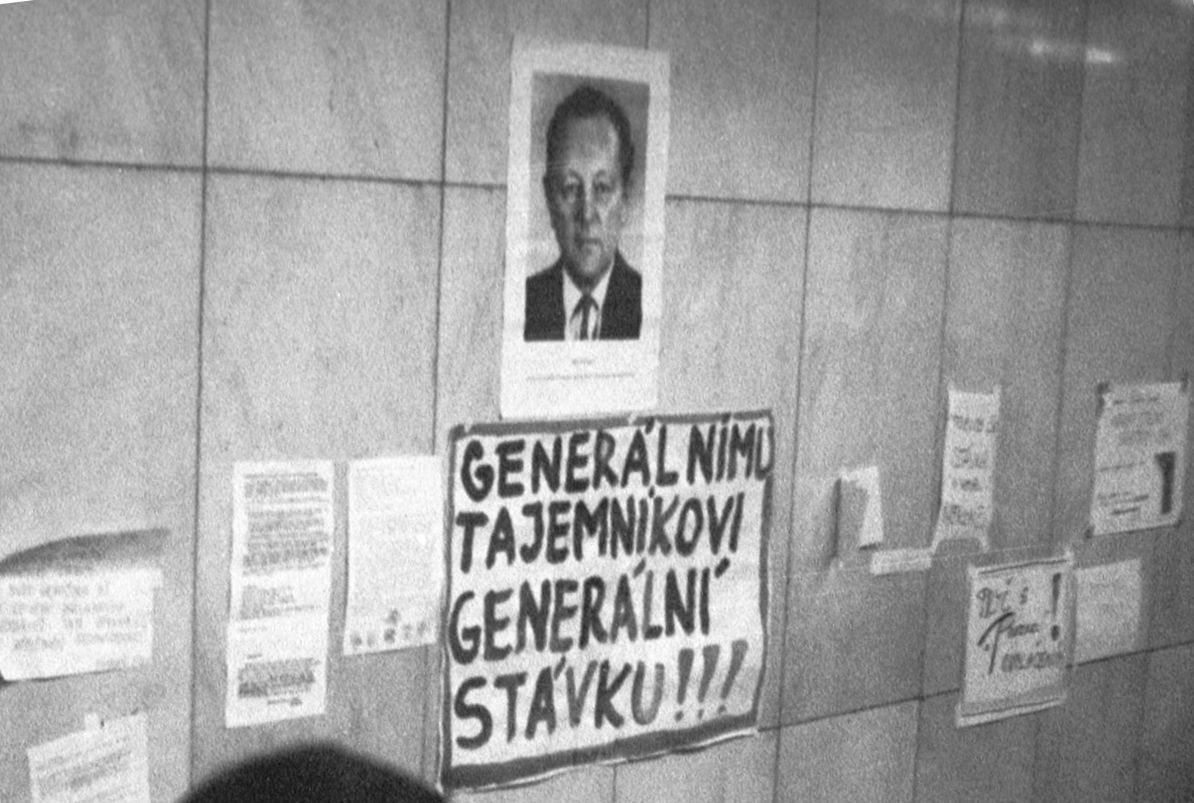
“给总书记一个总罢工！”一张布拉格地铁站的传单

捷共再次召开中央全会，接受罢课学生和"公民论坛”的要求，又解除了刚重新选入中央主席团的什捷潘等人职务，37岁的青盟主席瓦・莫霍里塔被选为主席团委员和中央书记。由公民运动领导的为期两小时的总罢工成功将最初的一系列温和要求强化为对新政府的呼声。罢工于12:00至14:00之间在全国各地举行，据报道得到了75%的人口的支持。文化部在图书馆公开发行了反共文学作品以供借阅，有效地结束了数十年的审查制度。公民论坛展示了其打破政治秩序的能力，从而在与国家的谈判中确立自己作为国家合法声音的地位。公民运动动员了对总罢工的支持。

### 11月末
11月28日拉吉斯拉夫·阿达麦茨称将在12月3日之前准备一个全新的政府。
11月29日，联邦议会一致通过废除宪法第 4、6、16 条关于捷共本着马克思列宁主义精神在社会和教育中的领导作用的条款。共产党中央委员会的多数也投票废除了该条，正式结束了共产党在捷克斯洛伐克的统治。11月30日起，大学取消马列主义社会科学的科目。

## 12月

### 12月10日
总统古斯塔夫·胡萨克在不受共产党统治的新政府中宣誓就职。但不久后便辞职。

### 12月20日
持续2天的共产党非常代表大会在布拉格召开，拉吉斯拉夫·阿达麦茨当选为新任党主席。选举瓦希尔·莫霍里塔为捷共中央第一总书记。

## 叮当作响的钥匙
在集会中人们摇晃钥匙以发出响声的场景成了运动的象征。这一做法有两种含义，“打开开放的大门”和“共产党该回家了”。